# Explosion de Kaohsiung de 2014
 (avril 2017).
Le contenu est difficilement compréhensible vu les erreurs de traduction, qui sont peut-être dues à l'utilisation d'un logiciel de traduction automatique.

Explosion de gaz dans les zones de Kaohsiung

Le 31 juillet 2014, une série d'explosions de gaz s'est produite dans les districts de Cianjhen et de Lingya dans la ville de Kaohsiung, à Taïwan, à la suite de plusieurs fuites de gaz plus tôt dans la nuit. Trente-deux personnes ont été tuées et 321 autres ont été blessés.

## L'événement

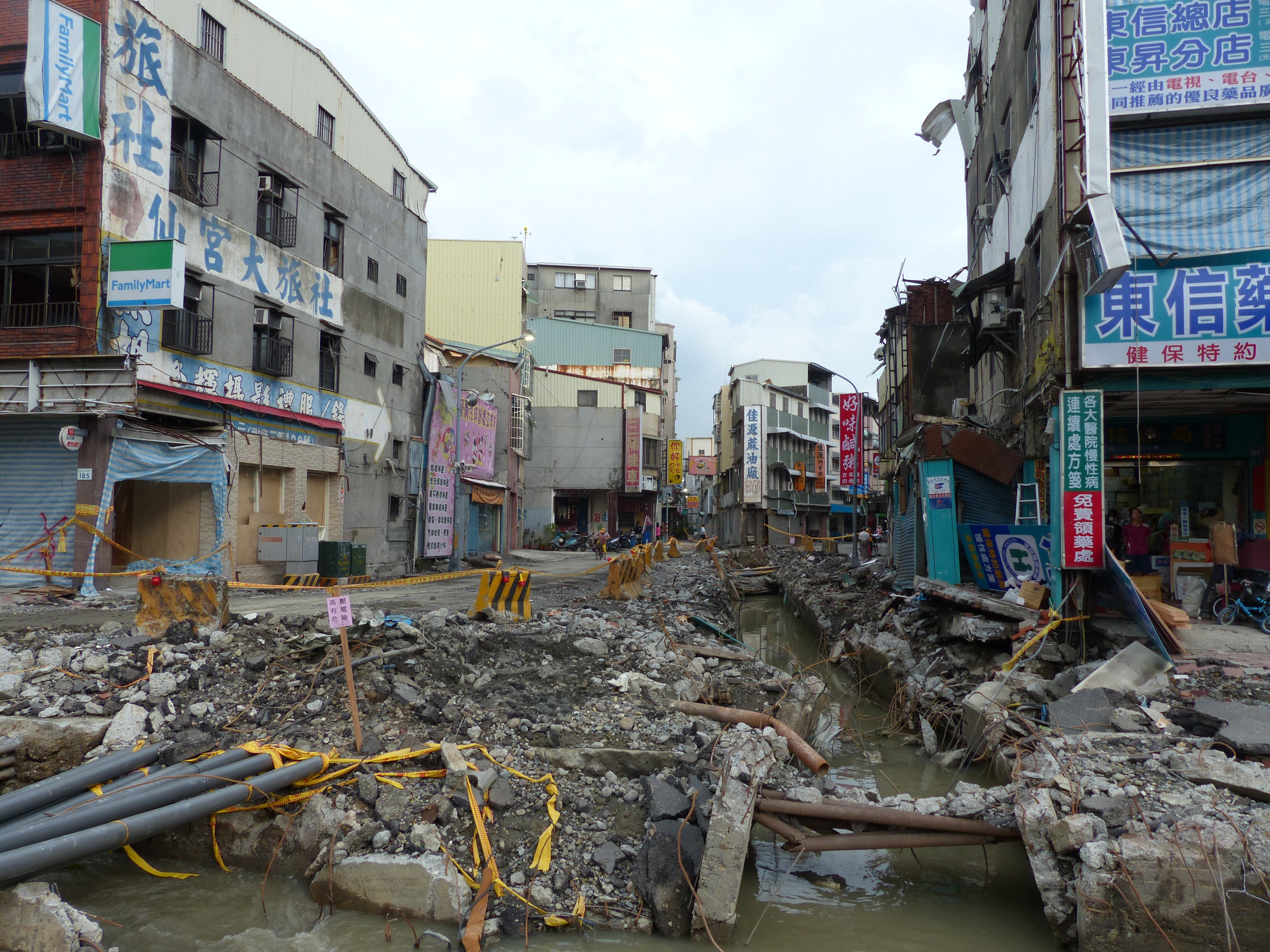
Dommages sur Sanduo après les explosions.

### Les explosions
Des témoins ont signalé une odeur de gaz et de la fumée blanche sortant d'un regard dans le secteur, le 31 juillet 2014 à 20 h 46, soit plus de trois heures avant l'incident. Les explosions ont eu lieu plus tard à 23 h 57.
Des témoins ont déclaré avoir vu des boules de feu s'envoler dans le ciel et des flammes atteindre les quinze étages de haut. Les explosions ont arraché les routes, pris au piège et renversé des voitures et des camions de pompiers et ont provoqué une panne d'électricité massive. Environ 6 km de route ont été endommagés. Les explosions auraient projeté des voitures et des motos très haut dans les airs; certains véhicules et des victimes ont été trouvés sur les toits de bâtiments de trois ou quatre étages. 
Le Premier ministre Jiang Yi-huah a déclaré qu'il y avait eu au moins cinq explosions autour de la ville. Les explosions ont coupé l'alimentation en gaz de 23 600 ménages, en électricité de 12 000 ménages, et en eau de 8 000 ménages.
Les pompiers des villes de Kaohsiung, Chiayi, Pingtung, Tainan et le Comté de Taitung se sont précipités sur les lieux pour éteindre l'incendie et aider au sauvetage de victimes. Certains pompiers ont également pulvérisé de l'eau sur les routes dans l'espoir de réduire la température du sol. Lors de l'incident, quatre sapeurs-pompiers ont perdu la vie, et deux ont disparu; les explosions ont aussi blessé 22 autres travailleurs des services d'urgence,. L'armée taïwanaise a également été déployée et est arrivée sur site dans un délai de deux heures après l'explosion initiale.
Les salles d'urgence dans les hôpitaux autour de Kaohsiung ont débordé de blessés cette nuit-là, la plupart d'entre eux ayant subi des coupures et des brûlures. Certains des blessés ont dû être transportés à l'hôpital en camions à cause du manque d'ambulances,.

### La mise en œuvre des secours

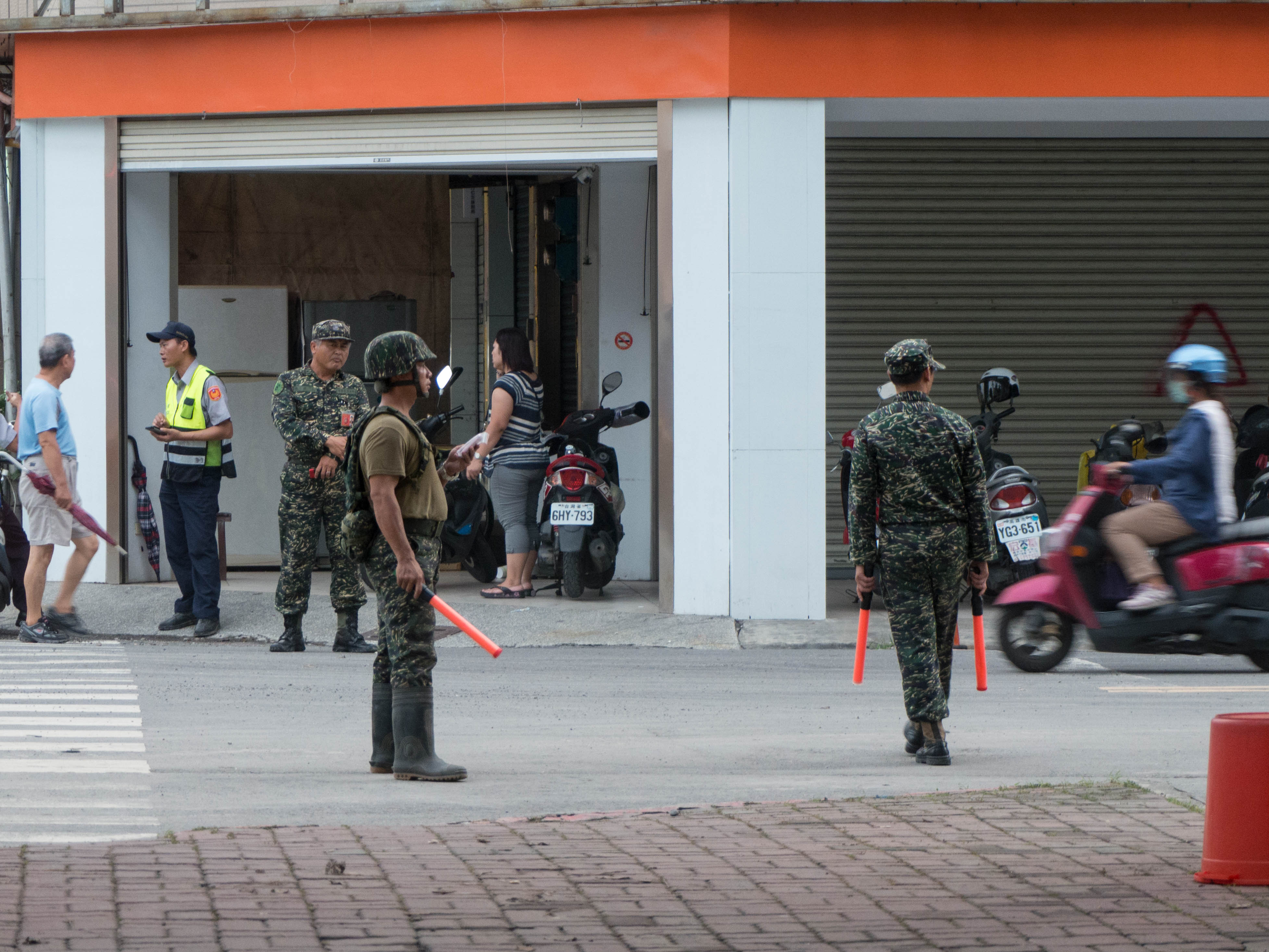
99e Corps des Marines de l'armée chinoise, contrôle de la circulation dans Fuda 3ème de la Route.

Le lendemain matin, la plupart des feux avaient été complètement éteints. Les ambulanciers, les secours, les chiens de sauvetage et des hélicoptères ont balayé la région à la recherche de survivants. Les écoles et les bureaux étaient fermés ce jour-là et les résidents ont été invités à quitter leurs maisons afin de faciliter les opérations de recherche et de sauvetage. L'après-midi, des centaines de personnes qui ont fui l'explosion sont retournées dans leurs maisons après que la zone a été déclarée sûre par le porte-parole de la ville. 
Plusieurs routes ont été fermées mais cependant, le métro et les bus n'ont pas été affectés par la recherche et les travaux de sauvetage.
Pour aider la ville dans les efforts de sauvetage, à 10 h 30 le vendredi, la Taiwan Power Company (Taipower) annonce l'arrêt de leurs quatre ensembles de générateurs alimentés avec du gaz naturel, même si aucun de leurs gazoducs n'a été endommagé lors de l'explosion.
Le dimanche, 1 885 militaires ont été déployés pour l'opération de recherche portant le total des militaires déployés à 5 567 personnes. Les militaires ont continué à surveiller les fuites de gaz. Vingt-deux ambulances, trois véhicules de détection chimique, treize pelles, vingt-six détecteurs de vie et d'autres équipements ont été également utilisés dans les opérations de sauvetage. Les travaux de sauvetage, ont attiré de nombreux passants à regarder, se promener, un mouvement considéré comme irrespectueux pour les morts. La police a dû leur demander de quitter et de demander au public de rester à l'écart des zones où les explosions ont eu lieu, en citant la fragilité de la terre ou des bâtiments aux alentours.

## Suites et conséquences de l'incident
Le reste de 260 tonnes de propène à l'intérieur des tuyaux endommagés a été évacué complètement le lundi à partir de leur entrée et de sortie des points. De l'azote a été mis dans les tuyaux en assurant à tous que le propène a été supprimé, ce qui avait été fait précédemment par le CPC. La Protection de l'environnement avait également envoyé du personnel à Kaohsiung pour aider les collectivités locales surveiller la pollution de l'air.
Le 5 août, le Bureau du Procureur du district de Kaohsiung a émis les certificats de décès des deux pompiers disparus qui ont combattu les incendies causés par les explosions de gaz, en dépit de l'absence de leur corps. Les procureurs ont déclaré que les sauveteurs ne pouvait pas trouver le corps et soupçonne qu'ils ont été pulvérisés par l'explosion.
Le 8 août, une autre fuite de gaz a été signalée dans le district de Cianjhen peu avant 7 h 50 provoquant la panique parmi les résidents. Les gens qui vivaient à moins de 150 mètres du secteur de Kaisyuan ont été évacués de la ville par le département de la police de Kaohsiung. Les autorités ont essayé de cerner la source de gaz et ils ont envoyé du personnel. Le relevé de la concentration en gaz a culminé à 5 000 ppm vers 11 heures, gaz qui était principalement du méthane. Cependant, à 14 h 30, le niveau de concentration est finalement tombé en dessous de 10 ppm. Les premières mesures ont indiqué qu'au moins quatre des gaz qui ont fui étaient du méthane, du propène, de l'éthylène et du butane.
Le 9 août, le Gouvernement de la Ville de Kaohsiung ordonne au LCY de mettre fin à toutes les opérations jusqu'à ce que son plan visant à améliorer la sécurité des gazoducs ait été examiné par le gouvernement.